# Guy Saint-Jean
Guy Saint-Jean, auch bekannt als Guy St. Jean (* 24. September 1923; † 16. Juni 2000) war ein französischer Schauspieler.

## Leben
Seit 1949 ein vielbeschäftigter Theaterschauspieler, begann Guy Saint-Jean 1960 seine Fernsehkarriere. Sein Kinodebüt folgte 1964 an der Seite von Anna Gaylor und Charles Denner in Alain Jessuas Das umgekehrte Leben. Guy Saint-Jean spielt häufig an der Seite Gaylors. Als deren Ehemann in der TV-Serie Les oiseaux rares erlebte er Ende der 1960er Jahre einen Popularitätsschub. Er musste sich als um Autorität ringender Vater Massonneau mit seinen flüggen Töchtern, unter anderem Claude Jade und Dominique Labourier, messen und dabei immer wieder klein beigeben.
In Kino, oft in Filmen Alain Jessuas, und im Fernsehen spielte er in Nebenrollen gutmütige Männer aus dem Bürgertum. 
Neben Gaylor war seine häufigste Filmpartnerin die Schauspielerin Nicole Gueden, mit der er verheiratet war.

## Filmografie (Auswahl)
- 1964: Das umgekehrte Leben (La Vie à l'envers)
- 1966: Trappola per l'assassino
- 1966: Die Schatzinsel (Fernsehserie, 2 Folgen)
- 1966: Allô Police (Fernsehserie, 1 Folge)
- 1968: Goto – Insel der Liebe (Goto, l'île d'amour)
- 1969: Astragal (L‘astragale)
- 1969: Les oiseaux rares (Fernsehserie, 55 Folgen)
- 1972: Der Schocker (Traitement de choc)
- 1973: Die Geigen des Balls (Les violons du bal)
- 1979: Die Hunde (Les Chiens)
- 1981: Malevil
- 1987: Versteckte Leidenschaft – Camomille (Camomille)